# Azcoaga
Azcoaga (en euskera y oficialmente Azkoaga) es una anteiglesia del municipio de Aramayona, en la provincia de Álava.

## Historia
Hacia mediados del siglo XIX, el lugar, ya por entonces perteneciente a Aramayona, tenía contabilizada una población de 134 habitantes. Aparece descrito en el tercer volumen del Diccionario geográfico-estadístico-histórico de España y sus posesiones de Ultramar de Pascual Madoz con las siguientes palabras:

AZCOAGA: l. en la prov. de Alava, dióc. de Calahorra (23 leg.), vicaria de Mondragon, part. jud. de Vitoria (5), herm. y ayunt. de Aramayona (1/2): sit. en una altura despejada; su clima es frio y sano: la igl. parr. (San Juan Bautista) está servida por 2 beneficiados, cuyas vacantes se proveen entre patrimoniales y por presentación del beneficiado sobreviviente. El térm. confina por N. con Berajuen, al E. con Uncella, por S. con la sierra, y al O. con Ibarra: hay buenas fuentes, y el terreno es bastante feraz: los caminos medianos; y el correo se recibe por la cap. del ayunt.: prod.: trigo, maiz, avena, varias legumbres, muchas castañas, manzanas y nueces: cria ganado vacuno, lanar, cabrío, de cerda, caballar y mular: pobl.: 40 vec., 217 alm.: riqueza y contr. (V. Alava intendencia).
(Madoz, 1846, p. 210)

En 2022, tenía empadronados 159 habitantes.

## Demografía
| Gráfica de evolución demográfica de Azcoaga entre 2000 y 2017 |
|                                                               |
| Población de derecho según los censos de población del INE.   |

## Patrimonio
Hay en el lugar una iglesia de San Juan Bautista.